# Eupithecia lactevirens
Eupithecia lactevirens es una especie de polilla de la familia Geometridae. La especie fue descrita por primera vez por Paul Dognin habiendo sido descrita en 1908, con distribución en Argentina. El holotipo de la especies fue descrito en la ciudad de San José de Metán.

## Descripción
Es una polilla mediana con una envergadura de 29 milímetros (1,1 plg). La parte superior de las cuatro alas es de color blanco lechoso, las superiores con un punto negro al inicio de la celda y una gran línea discal negra. Las regiones costal y terminal de las alas son de color verde amarillento pálido. El color blanco de la base del ala anterior se extiende sobre la costa por encima de la mitad de la célula y hacia la región extracelular y sobre el borde terminal justo debajo del ápice y entre 2 y 4, proyectando además una fina línea subterminal blanca.: Notas 1  El fleco es blanco cortado con negro al final de las venas. Cara superior de las alas posteriores es de color blanco lechoso con una punta discal, un borde verde amarillento pálido cortado en gran parte por el blanco del fondo, muy similar a las alas superiores. Los palpos, la cabeza, tórax y cuerpo son de color blanco, los primeros cinco anillos marcados con un punto dorsal negro. 